# Houlbjerg (plaats)
Houlbjerg is een plaats in de Deense regio Midden-Jutland, gemeente Favrskov, en telt 267 inwoners (2007).